# العلاقات الباكستانية البيلاروسية
العلاقات الباكستانية البيلاروسية هي العلاقات الثنائية التي تجمع بين باكستان وروسيا البيضاء.

## مقارنة بين البلدين
هذه مقارنة عامة ومرجعية للدولتين:
| وجه المقارنة                                              | باكستان                     | روسيا البيضاء                    |
| --------------------------------------------------------- | --------------------------- | -------------------------------- |
| المساحة (كم2)                                             | 881.91 ألف                  | 207.60 ألف                       |
| عدد السكان (نسمة)                                         | 197.02 مليون                | 9.50 مليون                       |
| الكثافة السكانية (ن./كم²)                                 | 223.4                       | 45.76                            |
| العاصمة                                                   | إسلام آباد                  | مينسك                            |
| اللغة الرسمية                                             | لغة إنجليزية، اللغة الأردية | اللغة البيلاروسية، اللغة الروسية |
| العملة                                                    | روبية باكستانية             | روبل بلاروسي                     |
| الناتج المحلي الإجمالي (بليون دولار)                      | 304.95 مليار                | 54.44 مليار                      |
| الناتج المحلي الإجمالي (تعادل القوة الشرائية) بليون دولار | 946.67 مليار                | 168.35 مليار                     |
| الناتج المحلي الإجمالي الاسمي للفرد دولار أمريكي          | 1.43 ألف                    | 5.74 ألف                         |
| الناتج المحلي الإجمالي للفرد دولار أمريكي                 | 4.81 ألف                    | 18.18 ألف                        |
| مؤشر التنمية البشرية                                      | 0.538                       | 0.798                            |
| رمز المكالمات الدولي                                      | +92                         | +375                             |
| رمز الإنترنت                                              | .pk                         | .by، .бел                        |
| المنطقة الزمنية                                           | ت ع م+05:00                 | ت ع م+03:00                      |

## منظمات دولية مشتركة
يشترك البلدان في عضوية مجموعة من المنظمات الدولية، منها:
| علم المنظمة | اسم المنظمة                               | تاريخ انضمام باكستان | تاريخ انضمام روسيا البيضاء |
| ----------- | ----------------------------------------- | -------------------- | -------------------------- |
|             | مؤسسة التمويل الدولية                     | 20 يوليو 1956        | 2 نوفمبر 1992              |
|             | منظمة حظر الأسلحة الكيميائية              | ?                    | ?                          |
|             | الأمم المتحدة                             | 30 سبتمبر 1947       | 24 أكتوبر 1945             |
|             | الاتحاد الدولي للاتصالات                  | 26 أغسطس 1947        | 7 مايو 1947                |
|             | منظمة الشرطة الجنائية الدولية             | ?                    | ?                          |
|             | البنك الدولي للإنشاء والتعمير             | 11 يوليو 1950        | 10 يوليو 1992              |
|             | الاتحاد البريدي العالمي                   | ?                    | ?                          |
|             | المركز الدولي لتسوية المنازعات الاستشارية | 15 أكتوبر 1966       | 9 أغسطس 1992               |
|             | وكالة ضمان الاستثمار متعدد الأطراف        | 12 أبريل 1988        | 3 ديسمبر 1992              |
|             | يونسكو                                    | 14 سبتمبر 1949       | 12 مايو 1954               |

## وصلات خارجية
- موقع وزارة الخارجية الباكستانية
- موقع وزارة الخارجية البيلاروسية